# Francis Richard Stephenson
Francis Richard Stephenson (26 aprile 1941) è un astronomo e storico britannico, attualmente in pensione: ha insegnato e compiuto ricerche presso la Facoltà di Fisica e la Facoltà di studi sull'Asia Orientale dell'Università di Durham.
Francis Richard Stephenson è uno dei più conosciuti ricercatori nel campo dell'Astronomia storica grazie alle sue ricerche sul rallentamento del periodo di rotazione della Terra, le osservazioni antiche relative alle supernove, comete, eclissi solari, aurore boreali effettuate mediante lo studio e l'analisi delle testimonianze del passato, principalmente cronache ed annali, compilati nei secoli e milleni passati dai babilonesi, cinesi, giapponesi, coreani, arabi ed europei.
Stephenson è membro dell'Unione Astronomica Internazionale: partecipa ai lavori di varie commissioni, e ha anche ricoperto in passato la carica di presidente di commissione. È membro dell'Academia Europæa dal 2003.

## Studi
Stephenson ha conseguito un B.Sc. Bachelor's degree in Scienze presso l'Università di Durham; presso l'Università di Newcastle ha conseguito un M.Sc. (Master of Science), un Ph.D. (Dottorato di ricerca) in geofisica e un D.Sc. degrees (Doctor of Science).

## Carriera
Dal 1975 al 1979 ha lavorato presso l'Università di Newcastle, dal 1979 al 1982 presso l'Università di Liverpool e dal 1982 al 2008 presso l'Università di Durham. In seguito è stato nominato professore emerito presso il Dipartimento di Fisica dell'Università di Durham e professore aggiunto presso il Centro per l'Astronomia dell'Università James Cook di Brisbane a Townsville (Queensland, Australia) .

## Pubblicazioni
Stephenson ha scritto oltre 200 pubblicazioni, tra di esse sono da citare:

### Selezione di articoli
1984 - Long-Term Changes in the Rotation of the Earth: 700 B. C. to A. D. 1980
1985 - Far Eastern observations of Halley's comet: 240 BC to AD 1368., Francis Richard Stephenson & K. K. C. Yau, 
Journal della British Interplanetary Society, vol. 38, maggio 1985, pag. 195-216
1985 - Records of Halley's comet on Babylonian tablets, Francis Richard Stephenson, K. K. C. Yau, H. Hunger, Nature, vol. 314, n. 6012, pag. 587-592, aprile 1985
1997 - Thales's Prediction of a Solar Eclipse
2003 - Was the supernova of AD 1054 reported in European history?,
2006 - Babylonian Timings of Eclipse Contacts and the Study of the Earth's Past Rotation
2015 - Astronomical evidence relating to the observed 14C increases in A.D. 774–5 and 993–4 as determined from tree rings 
2017 - Nova Scorpius 1437 A.D. is now a dwarf nova, age dated by its proper motion
2019 - A Transit of Venus Possibly Misinterpreted as an Unaided-Eye Sunspot Observation in China on 9 December 1874
2019 - Do the Chinese Astronomical Records Dated AD 776 January 12/13 Describe an Auroral Display or a Lunar Halo? A Critical Re-examination.
2020 - Provenance of the Cross Sign of 806 in the Anglo-Saxon Chronicle: A possible Lunar Halo over Continental Europe?

### Selezione di libri
1977 - David H. Clark & Francis Richard Stephenson, The historical supernovae, Pergamon Press
1986 - Francis Richard Stephenson & Michael A. Houlden, Atlas of Historical Eclipse Maps: East Asia, 1500 BC–AD 1900
1988 - Francis Richard Stephenson & Arnold Wolfendale, Secular Solar and Geomagnetic Variations Over the Last 10,000 Years
1997 - Historical Eclipses and Earth's Rotation, Historical Eclipses and Earth's Rotation, Cambridge University Press
1997 - Francis Richard Stephenson & Nha Il-Seong, Oriental Astronomy from Guo Shoujing to King Sejong

## Riconoscimenti
Nel 1992 gli è stata attribuita la Tompion Gold Medal
Nel 1992 gli è stata assegnata la Medaglia Jackson-Gwilt.
Nel 2004 gli è stato intitolato un asteroide, 10979 Fristephenson.
Nel 2014 ha ricevuto il LeRoy E. Doggett Prize.